# Shama de Palawan
El Shama de Palawan (Copsychus niger; syn: Kittacincla nigra) és una espècie d'ocell de la família dels muscicàpids (Muscicapidae). endèmica de l'illa Palawan, a les Filipines. El seu estat de conservació es considera de risc mínim.
A la Classificació del Congrés Ornitològic Internacional (versió 11.2, 2021) se'l considera al gènere Copsychus. Tanmateix, el Handook of the Birds of the World i la quarta versió de la BirdLife International Checklist of the birds of the world (desembre 2019) se'l classifica dins del gènere Kittacincla (K. nigra), juntament amb altres cinc espècies de shamas.